# Geōrgios Kyriazīs
Geōrgios Kyriazīs (in greco: Γεώργιος Κυριαζής; Salonicco, 28 febbraio 1980) è un allenatore di calcio ed ex calciatore greco, di ruolo difensore, dal 2020 commissario tecnico della nazionale di calcio femminile della Grecia.

## Carriera

### Club
Ha esordito in Serie B nella stagione 2002-2003 con la maglia del Catania, dopo numerose stagioni trascorse nella Alpha Ethniki, la massima serie del campionato di calcio greco, con la maglia dell'Iraklis.
Nel 2005 viene acquistato dalla Triestina con cui gioca per tre stagioni per poi trasferirsi alla Salernitana. Dopo la retrocessione in Lega Pro Prima Divisione della squadra campana torna a giocare in patria con l'Iraklis.
Successivamente, nel 2012, firma un contratto con i Rochester Rhinos, squadra americana militante nell'USL Professional Division, la terza serie nordamericana.

### Nazionale
Con la Grecia ha partecipato al Campionato europeo di calcio Under-21 2002 in Svizzera.

## Statistiche

### Cronologia presenze e reti in nazionale
| Cronologia completa delle presenze e delle reti in nazionale ― Grecia under 21 | Cronologia completa delle presenze e delle reti in nazionale ― Grecia under 21 | Cronologia completa delle presenze e delle reti in nazionale ― Grecia under 21 | Cronologia completa delle presenze e delle reti in nazionale ― Grecia under 21 | Cronologia completa delle presenze e delle reti in nazionale ― Grecia under 21 | Cronologia completa delle presenze e delle reti in nazionale ― Grecia under 21 | Cronologia completa delle presenze e delle reti in nazionale ― Grecia under 21 | Cronologia completa delle presenze e delle reti in nazionale ― Grecia under 21 |
| Data                                                                           | Città                                                                          | In casa                                                                        | Risultato                                                                      | Ospiti                                                                         | Competizione                                                                   | Reti                                                                           | Note                                                                           |
| ------------------------------------------------------------------------------ | ------------------------------------------------------------------------------ | ------------------------------------------------------------------------------ | ------------------------------------------------------------------------------ | ------------------------------------------------------------------------------ | ------------------------------------------------------------------------------ | ------------------------------------------------------------------------------ | ------------------------------------------------------------------------------ |
| 26-3-1999                                                                      | Atene                                                                          | Grecia under 21                                                                | 2 – 1                                                                          | Norvegia under 21                                                              | Qual. Europeo Under-21 2000                                                    | -                                                                              | 62’                                                                            |
| 30-3-1999                                                                      | Ozolnieki                                                                      | Lettonia under 21                                                              | 0 – 2                                                                          | Grecia under 21                                                                | Qual. Europeo Under-21 2000                                                    | -                                                                              | 75’                                                                            |
| 4-6-1999                                                                       | Tbilisi                                                                        | Georgia under 21                                                               | 1 – 1                                                                          | Grecia under 21                                                                | Qual. Europeo Under-21 2000                                                    | -                                                                              |                                                                                |
| 8-6-1999                                                                       | Atene                                                                          | Grecia under 21                                                                | 6 – 0                                                                          | Lettonia under 21                                                              | Qual. Europeo Under-21 2000                                                    | -                                                                              | 31’                                                                            |
| 3-9-1999                                                                       | Hønefoss                                                                       | Norvegia under 21                                                              | 2 – 1                                                                          | Grecia under 21                                                                | Qual. Europeo Under-21 2000                                                    | -                                                                              | 53’ 81’                                                                        |
| 8-10-1999                                                                      | Ruše                                                                           | Slovenia under 21                                                              | 0 – 5                                                                          | Grecia under 21                                                                | Qual. Europeo Under-21 2000                                                    | -                                                                              |                                                                                |
| 13-11-1999                                                                     | Teplice                                                                        | Rep. Ceca under 21                                                             | 3 – 0                                                                          | Grecia under 21                                                                | Qual. Europeo Under-21 2000                                                    | -                                                                              |                                                                                |
| 17-11-1999                                                                     | Candia                                                                         | Grecia under 21                                                                | 1 – 0                                                                          | Rep. Ceca under 21                                                             | Qual. Europeo Under-21 2000                                                    | -                                                                              |                                                                                |
| 15-8-2000                                                                      | ?                                                                              | Svizzera under 21                                                              | 1 – 3                                                                          | Grecia under 21                                                                | Amichevole                                                                     | -                                                                              |                                                                                |
| 1-9-2000                                                                       | Lubecca                                                                        | Germania under 21                                                              | 2 – 1                                                                          | Grecia under 21                                                                | Qual. Europeo Under-21 2002                                                    | -                                                                              | 59’                                                                            |
| 6-10-2000                                                                      | Kaisarianī                                                                     | Grecia under 21                                                                | 3 – 1                                                                          | Finlandia under 21                                                             | Qual. Europeo Under-21 2002                                                    | -                                                                              |                                                                                |
| 10-10-2000                                                                     | Tirana                                                                         | Albania under 21                                                               | 0 – 1                                                                          | Grecia under 21                                                                | Qual. Europeo Under-21 2002                                                    | -                                                                              | 80’                                                                            |
| 27-2-2001                                                                      | ?                                                                              | Grecia under 21                                                                | 2 – 0                                                                          | Russia under 21                                                                | Amichevole                                                                     | 1                                                                              |                                                                                |
| 27-3-2001                                                                      | Atene                                                                          | Grecia under 21                                                                | 2 – 0                                                                          | Germania under 21                                                              | Qual. Europeo Under-21 2002                                                    | 1                                                                              | 86’                                                                            |
| 1-6-2001                                                                       | San Nicolò                                                                     | Grecia under 21                                                                | 0 – 0                                                                          | Albania under 21                                                               | Qual. Europeo Under-21 2002                                                    | -                                                                              |                                                                                |
| 5-6-2001                                                                       | Atene                                                                          | Grecia under 21                                                                | 3 – 1                                                                          | Inghilterra under 21                                                           | Qual. Europeo Under-21 2002                                                    | -                                                                              |                                                                                |
| 4-9-2001                                                                       | Helsinki                                                                       | Finlandia under 21                                                             | 0 – 3                                                                          | Grecia under 21                                                                | Qual. Europeo Under-21 2002                                                    | 1                                                                              |                                                                                |
| 5-10-2001                                                                      | Blackburn                                                                      | Inghilterra under 21                                                           | 2 – 1                                                                          | Grecia under 21                                                                | Qual. Europeo Under-21 2002                                                    | -                                                                              |                                                                                |
| 9-11-2001                                                                      | Giannina                                                                       | Grecia under 21                                                                | 3 – 0                                                                          | Turchia under 21                                                               | Qual. Europeo Under-21 2002                                                    | -                                                                              |                                                                                |
| 13-11-2001                                                                     | İzmit                                                                          | Turchia under 21                                                               | 2 – 1                                                                          | Grecia under 21                                                                | Qual. Europeo Under-21 2002                                                    | -                                                                              | 35’                                                                            |
| 16-5-2002                                                                      | Losanna                                                                        | Grecia under 21                                                                | 1 – 2                                                                          | Belgio under 21                                                                | Europeo Under-21 2002 - 1º turno                                               | -                                                                              |                                                                                |
| 19-5-2002                                                                      | Losanna                                                                        | Grecia under 21                                                                | 1 – 3                                                                          | Francia under 21                                                               | Europeo Under-21 2002 - 1º turno                                               | -                                                                              | 46’                                                                            |
| 21-5-2002                                                                      | Losanna                                                                        | Rep. Ceca under 21                                                             | 1 – 1                                                                          | Grecia under 21                                                                | Europeo Under-21 2002 - 1º turno                                               | 1                                                                              | Ammonizione                                                                    |
| Totale                                                                         |                                                                                | Presenze                                                                       | 23                                                                             |                                                                                | Reti                                                                           | 4                                                                              |                                                                                |

## Palmarès

### Club

#### Competizioni nazionali
- Campionato italiano Serie C1: 1

Arezzo: 2003-2004
- Supercoppa di Lega di Serie C: 1

Arezzo: 2004